# جاذبه‌های گردشگری استان همدان
فهرست جاذبه‌های گردشگری استان همدان

## جاذبه‌های فرهنگی
]
- مجسمهٔ شیرسنگی.
- شهر باستانی هگمتانه.
- آرامگاه استر و مردخای
- کتیبه‌های گنجنامه.
- گنبد علویان.
- برج قربان.
- آرامگاه استر و مردخای.
- آرامگاه بوعلی سینا.
- آرامگاه عارف قزوینی.
- آرامگاه باباطاهر.
- کوهستان الوند.
- تپهٔ عباس‌آباد.
- سد اکباتان.
- موزهٔ هگمتانه.
- تله کابین گنجنامه.
- آتشکدهٔ بهرام.
- موزهٔ تاریخ طبیعی همدان.
- ارگ باستانی نوشیجان ملایر.
- آرامگاه میررضی‌الدین.
- سد کلان
- حمام حاج‌آقا تراب.
- قلعه یزدگرد ملایر.
- قلعه انوج ملایر.
- شهر زیرزمینی سامن ملایر.
- تپه باستانی گونسپان ملایر.

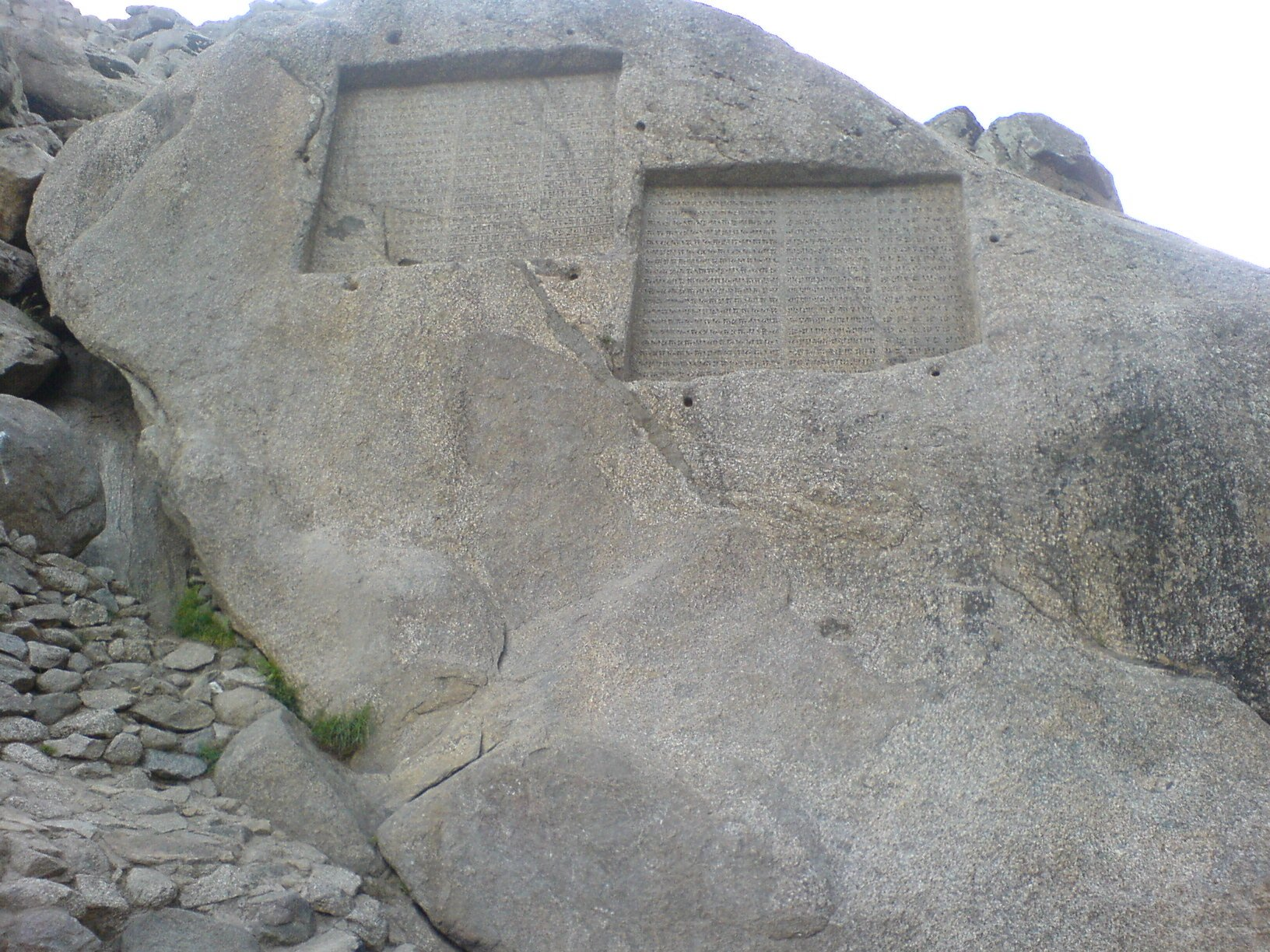
سنگ‌نبشته‌های گنجنامه در همدان.

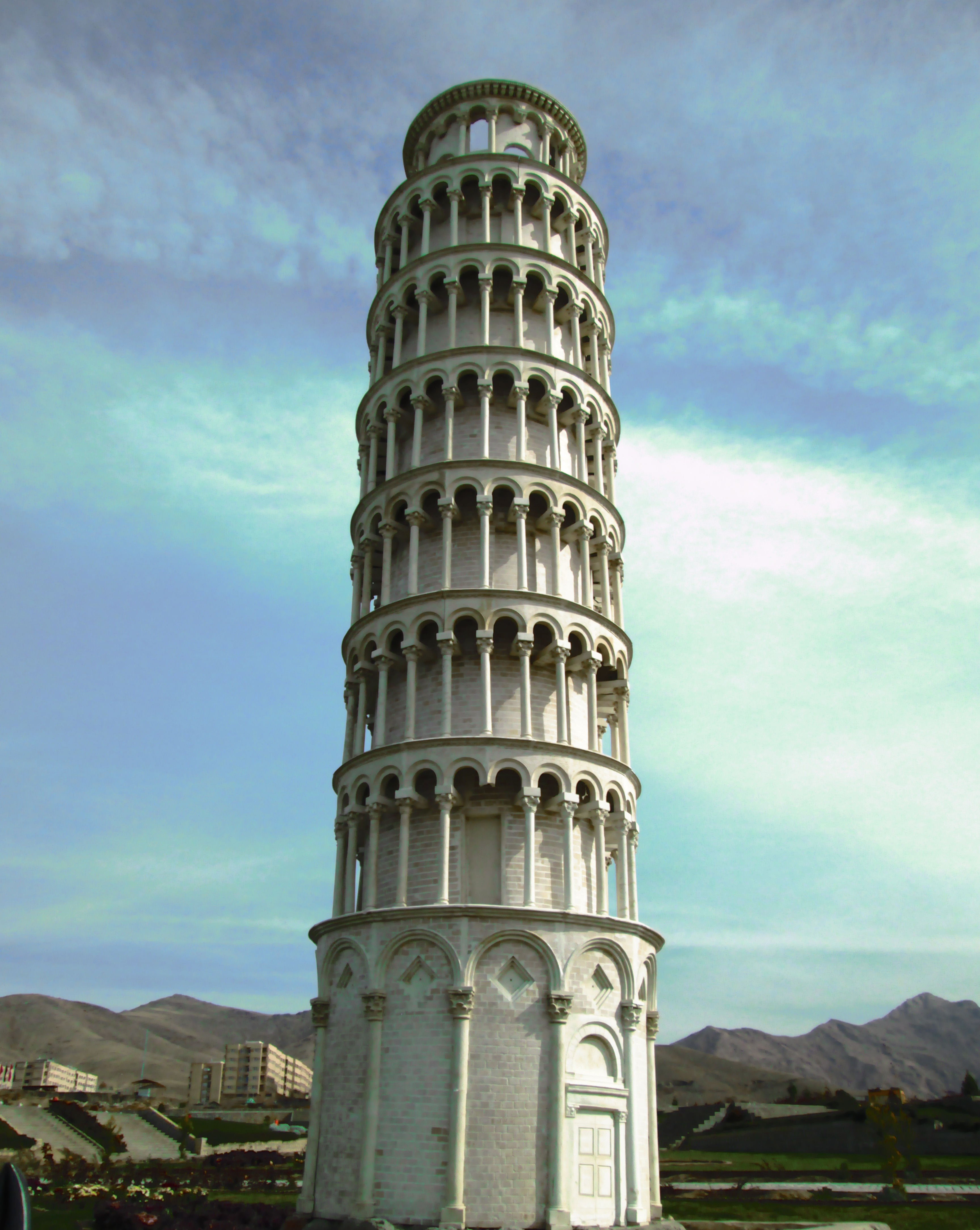
تندیس برج پیزا در مجموعهٔ جهان‌نما (مینی ورد) ملایر

مقبره سیف الدوله سلطان محمد ملایر

بام ملایر

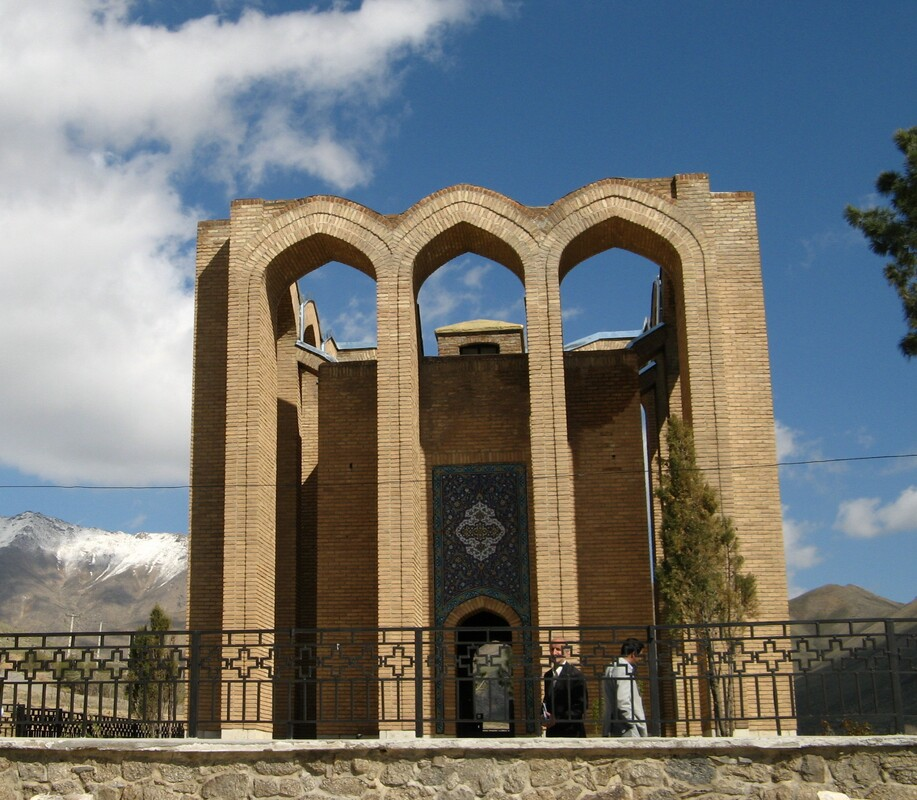
آرامگاه میررضی‌الدین در تویسرکان.

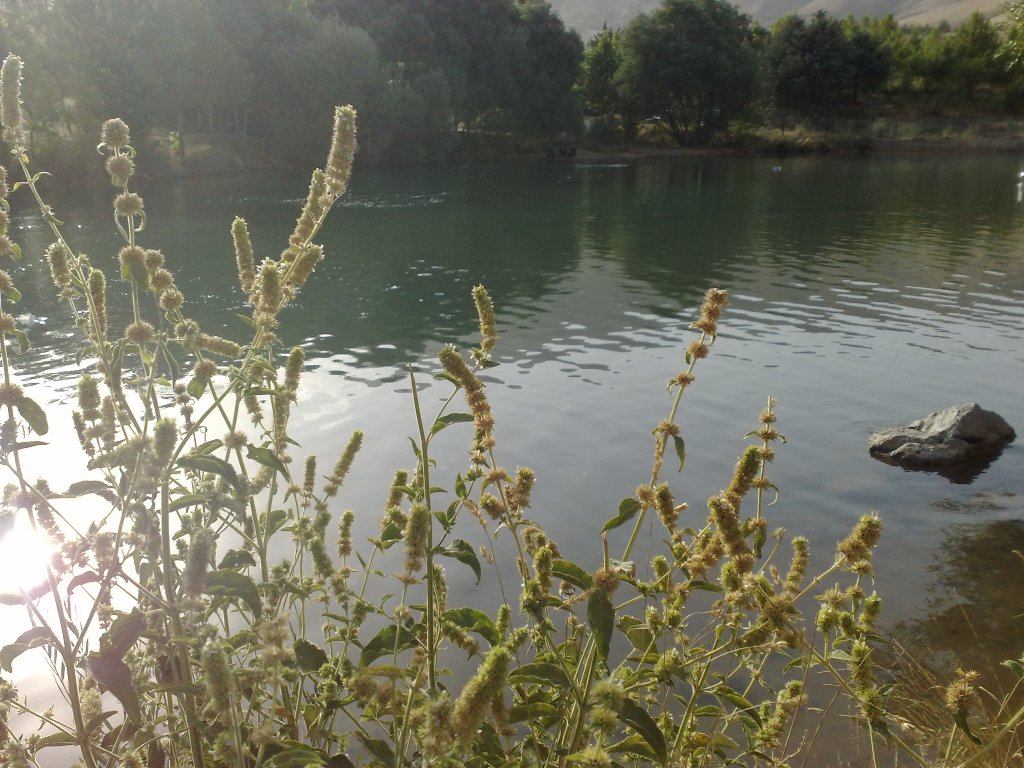
سراب گاماسیاب نهاوند

غار علیصدربا روزانه پنج هزارگردشگر در۷۰کیلومتری شهر همدان نقش به سزایی در جذب توریست به این شهر دارد.

- روستای سیمین ابرودر ۱۲کیلومتری همدان.
- قلعهٔ باشقورتاران.
- قلعهٔ طوراقیه.
- قلعهٔ سراب.
- روستای سراب.
- روستای آللان.
- کوهستان قلی‌آباد.
- آرامگاه حضرت یوشع بن نوح پیامبر یهود در ملایر.
- کوهستان بوقاطی.
- حمام اعظم.
- سد کبودرآهنگ.
- ستون سلوکی.
- سراب گیان.
- تپهٔ گیان
- آتشکدهٔ گره‌چقا.
- دژ گوراب ملایر.
- مسجد جامع نهاوند.
- تپهٔ باباقاسم.
- کوه گرین.
- سراب گنکاور کهنه.
- سراب فارسبان.
- سراب ملوسان.
- سراب گاماسیاب.
- تپهٔ ابوذر.
- کوه آردوشان.
- مقبرهٔ باباپیره.
- پیل لاغه.
- شهر لالجین.
- مار چهل‌دم.
- بام ملایر.
- موزهٔ بوعلی.
- موزهٔ جامع نظری.
- گور اسکندر.
- کاروانسرای تاریخی فرسفج.
- پل تاریخی فرسفج.

### جاذبه‌های مذهبی
- حیقوق نبی حیقوق.
- مسجد جامع همدان.
- کلیسای همدان.
- امامزاده یحیی.
- امامزاده محسن.
- امامزاده اظهر درجزین.
- مسجد پیغمبر.
- مسجد شاه تهماسب.
- امامزاده ابراهیم.
- امامزاده محمد.
- امامزاده خاتون.
- مسجد میرزاتقی.
- معبد لائودیسه.

## جاذبه‌های طبیعی
- غار علی‌صدر.
- کوهستان الوند.
- پیست اسکی تاریک دره.
- دره مراد بیگ.
- دشت بهار.
- غار سراب.
- غار سوباشی.
- غار قلی‌آباد.
- پارک سیفیه ملایر.